# Conférences Tarski
Les Conférences Tarski (Tarsky Lectures) de l'université de Californie à Berkeley sont une distinction en logique mathématique décernée en hommage à Alfred Tarski. Le prix est décerné chaque année depuis 1989.

## Lauréats
- 1989 Dana S. Scott
- 1990 Willard Van Orman Quine
- 1991 Bjarni Jónsson, Howard Jerome Keisler
- 1992 Donald Martin
- 1993 Alex Wilkie
- 1994 Michael Rabin
- 1995 Hilary Putnam
- 1996 Ehud Hrushovski
- 1997 Menachem Magidor
- 1998 Angus Macintyre
- 1999 Patrick Suppes (de)
- 2000 Alexandre Razborov
- 2001 Ronald Jensen
- 2002 Boris Zilber
- 2003 Ralph McKenzie (de)
- 2004 Alexander S. Kechris
- 2005 Zlil Sela (de)
- 2006 Solomon Feferman
- 2007 Harvey Friedman
- 2008 Yiannis N. Moschovakis
- 2009 Anand Pillay
- 2010 Gregory Hjorth
- 2011 Johan van Benthem (de)
- 2012 Per Martin-Löf
- 2013 Jonathan Pila
- 2014 Stevo Todorčević
- 2015 Julia Knight
- 2016 William W. Tait (de)
- 2017 Lou van den Dries
- 2018 W. Hugh Woodin
- 2019 Thomas Hales
- 2020 Zoé Chatzidakis

## Liens
- Site officiel de l'université de Californie à Berkeley
- Site web avec les titres de conférences à l'université de Californie à Berkeley